# Rainy day music
Rainy day music is het zevende studioalbum van de Amerikaanse countryrock band The Jayhawks.  Op dit album blijft de band dichter bij de country rock, zoals we dat kennen van hun eerste albums. Zoals gebruikelijk is er ook op deze plaat weer veel ruimte voor harmonieuze, gevoelige samenzang en (akoestische en elektrische) gitaar. Ook vallen er traditionele instrumenten zoals harmonium, banjo en accordeon te beluisteren. De meeste nummers zijn geschreven door Gary Louris. Bassist Marc  Perlman en drummer Tim O’Reagan hebben beide een nummer geschreven voor dit album.  Het openingsnummer Stumbling through the dark is geschreven door Matthew Sweet, de voormalige zanger van The Thorns.

## Tracklist
1. Stumbling through the dark - (Matthew Sweet) - (2:26)
2. Tailspin - (Gary Louris) - (3:19)
3. All the right reasons - (Gary Louris) - (3:25)
4. Save it for a rainy day - (Gary Louris) - (3:08)
5. Eyes of Sarah Jane - (Gary Louris) - (3:48)
6. One man's problem -  (Gary Louris)  - (4:02)
7. Don't let the world get in your way - (Tim O’Reagan) - 4:19)
8. Come to the river - (Gary Louris) - (4:29)
9. Angelyne - (Gary Louris) - (3:44)
10. Madman - (Gary Louris) – (4:04)
11. You look so young - (Gary Louris) - (4:03)
12. Tampa to Tulsa - (Gary Louris) - (4:02)
13. Will I see you in heaven - (Marc Perlman) - 3:39)
14. Stumbling through the dark [Reprise] - (Gary Louris) - (2:17)

## Muzikanten

### The Jayhawks
- Gary Louris – zang, akoestische en elektrische gitaar, mondharmonica
- Marc Perlman – bas, madoline
- Tim O’Reagan – drums, akoestische gitaar, percussie, conga’s zang
- Stephen McCarthy – pedaal steelgitaar, banjo, lap steelgitaar,  zang

Keyboardspeler Karen Groberg en zanger/gitarist Kraig Johnson hebben de band verlaten voordat dit album is uitgebracht. Het resterende trio Louris, Perlman en O’Reagan is tot heden deel van de band blijven uitmaken, verder met een wisselende samenstelling. Dit is het enige album waarop Stephen McCarthy meespeelt.

### Overige muzikanten
- Ethan Johns - akoestische gitaar, elektrische gitaar, chamberlin, drums, percussie, orgel, piano,  harmonium
- Richard Causon – harmonium, piano, orgel,  chaimberlin, accordeon
- Bernie Leadon – banjo
- Jakob Dylan – zang
- Chris Stills – zang, percussie
- Matthew Sweet  - zang

Ethan Johns  (de producer van dit album) heeft op alle albumtracks mee gespeeld, met verschillende instrumenten, evenals de Britse producer, songwriter en keyboardspeler Richard Causon. Bernie Leadon heeft eerder gespeeld bij the Eagles en the Flying Burrito Brothers. Jakob Dylan heeft o.a. bij the Wallflowers gespeeld en is de jongste zoon van de beroemde muzikant Bob Dylan. De zanger/acteur Chris Stills  heeft gitaar en piano leren spelen van zijn ouders Stephen Stills en Véronique Sanson.

## Productie
De onderstaande technici hebben mee gewerkt aan dit album. 
- Producer, mixing– Ethan Johns
- Uitvoerend producer – Rick Rubin
- Opname (demo’s) – Ed Ackerson
- Geluidstechnicus - Chris Reynolds
- Mastering – Chris Dodd

Ethan Johns is mede-oprichter van diverse platenmaatschappijen. Ook heeft hij o.a. albums geproduceerd van Ryan Adams, Counting Crows en Kings of Leon. Rick Rubin heeft o.a.  American Recordings van Johnny Cash en albums van the Black Keys en de Red Hot Chili Peppers geproduceerd. 
Het album is opgenomen in de Flowers Studio in Minneapolis, Sunset Sound in Hollywood, Woman’s club in Minneapolis en de oefenruimte van the Jayhawks. Het album is gemixt in de Sunset Sound in Hollywood. 
Het album is uitgebracht in april 2003. Deze plaat is zowel op vinyl (LP) als op CD  verschenen.  Er zijn latere versies van dit album verschenen (met bonus tracks) maar die staan niet vermeld in dit artikel. Op de site van Discogs is de discografie van dit album te raadplegen (zie bronnen en referenties). 
Save it for a rainy day, Tailspin en Eyes of Sarahjane zijn op single uitgebracht. 

## Waardering
De Amerikaanse site AllMusic waardeerde dit album met drie sterren (maximum is vijf) en in de Billboard Album200 behaalde deze plaat #51. In het Verenigd Koninkrijk behaalde dit album #70. 